# The company
the company（ザ・カンパニー）は、演出家ロバート・アラン・アッカーマンを中心に結成された、日本を拠点に活動する演劇ユニット。

## メンバー

### スタッフ
- ロバート・アラン・アッカーマン - 演出。アーティスティック・ディレクター。
- パク・ソヒ - 役者。アソシエイト・アーティスティック・ディレクター。
- 薛珠麗 - リテラリー・マネージャー。
- 伊藤達哉 - プロデューサー。

### アソシエイツ

#### アクター
- 岡本竜汰
- 斉藤直樹
- チョウソンハ
- 中川安奈
- パク・ソヒ
- 深貝大輔
- 松浦佐知子
- 宮光真理子
- 矢内文章
- 山本亨

#### アーティスト
- 朝倉摂
- 今村力
- 沢田祐二
- SHOHEI
- 高橋巌
- David Watson
- Dona Granata
- Martin Sherman
- Ultz

## 公演
- バーム・イン・ギリヤド（2008年4月）
- 1945（2008年10月）